# Sporobolus adustus
Sporobolus adustus là một loài thực vật có hoa trong họ Hòa thảo. Loài này được (Trin.) Roseng., B.R.Arrill. & Izag. miêu tả khoa học đầu tiên năm 1970.